# Dan Boyle
Daniel Boyle, född 12 juli 1976 i Ottawa, Ontario, Kanada, är en före detta kanadensisk professionell ishockeyspelare som spelade för New York Rangers i NHL. Han har tidigare spelat för Florida Panthers, Tampa Bay Lightning och San Jose Sharks.
Boyle anlände till Djurgårdens IF under NHL-lockouten 2004–05 och blev en av lagets bästa spelare. Under grundserien stod han för 9 mål och 9 assist på 32 matcher och i slutspelet, där DIF nådde semifinal, gjorde han 2 mål och 3 assist på 15 matcher.
Säsongen 2003–04 var han med och förde sin tidigare klubb Tampa Bay Lightning till Stanley Cup-final där man besegrade Calgary Flames med 4-3 i matcher. Han har under sina år i NHL bevisat att han är en offensiv back av rang då han under ett flertal säsonger mäktat med över 50 poäng.
Boyle har även representerat det kanadensiska landslaget i VM 2005 och i OS 2010, med silver och guld som resultat.

## Klubbar i karriären
- Florida Panthers 1998–99 – 2001–02
- Tampa Bay Lightning 2001–02 – 2003–04, 2005–06 – 2007–08
- Djurgårdens IF 2004–05
- San Jose Sharks 2008–09 – 2013-2014
- New York Rangers 2014–2016

## Statistik

### Klubbkarriär
| 1994–95    | Miami RedHawks          | CCHA       | 35   | 8   | 18  | 26  | 24  | —   | —  | —  | —  | —  |
| 1995–96    | Miami RedHawks          | CCHA       | 36   | 7   | 20  | 27  | 70  | —   | —  | —  | —  | —  |
| 1996–97    | Miami RedHawks          | CCHA       | 40   | 11  | 43  | 54  | 52  | —   | —  | —  | —  | —  |
| 1997–98    | Miami RedHawks          | CCHA       | 37   | 14  | 26  | 40  | 58  | —   | —  | —  | —  | —  |
| 1997–98    | Cincinnati Cyclones     | IHL        | 8    | 0   | 3   | 3   | 20  | 5   | 0  | 1  | 1  | 4  |
| 1998–99    | Kentucky Thoroughblades | AHL        | 53   | 8   | 34  | 42  | 87  | 12  | 3  | 5  | 8  | 16 |
| 1998–99    | Florida Panthers        | NHL        | 22   | 3   | 5   | 8   | 6   | —   | —  | —  | —  | —  |
| 1999–00    | Louisville Panthers     | AHL        | 58   | 14  | 38  | 52  | 75  | 4   | 0  | 2  | 2  | 8  |
| 1999–00    | Florida Panthers        | NHL        | 13   | 0   | 3   | 3   | 4   | —   | —  | —  | —  | —  |
| 2000–01    | Louisville Panthers     | AHL        | 6    | 0   | 5   | 5   | 12  | —   | —  | —  | —  | —  |
| 2000–01    | Florida Panthers        | NHL        | 69   | 4   | 18  | 22  | 28  | —   | —  | —  | —  | —  |
| 2001–02    | Florida Panthers        | NHL        | 25   | 3   | 3   | 6   | 12  | —   | —  | —  | —  | —  |
| 2001–02    | Tampa Bay Lightning     | NHL        | 41   | 5   | 15  | 20  | 27  | —   | —  | —  | —  | —  |
| 2002–03    | Tampa Bay Lightning     | NHL        | 77   | 13  | 40  | 53  | 44  | 11  | 0  | 7  | 7  | 6  |
| 2003–04    | Tampa Bay Lightning     | NHL        | 78   | 9   | 30  | 39  | 60  | 23  | 2  | 8  | 10 | 16 |
| 2004–05    | Djurgårdens IF          | Elitserien | 32   | 9   | 9   | 18  | 47  | 12  | 2  | 3  | 5  | 26 |
| 2005–06    | Tampa Bay Lightning     | NHL        | 79   | 15  | 38  | 53  | 38  | 5   | 1  | 3  | 4  | 6  |
| 2006–07    | Tampa Bay Lightning     | NHL        | 82   | 20  | 43  | 63  | 62  | 6   | 0  | 1  | 1  | 2  |
| 2007–08    | Tampa Bay Lightning     | NHL        | 37   | 4   | 21  | 25  | 57  | —   | —  | —  | —  | —  |
| 2008–09    | San Jose Sharks         | NHL        | 77   | 16  | 41  | 57  | 52  | 6   | 2  | 2  | 4  | 8  |
| 2009–10    | San Jose Sharks         | NHL        | 76   | 15  | 43  | 58  | 70  | 15  | 2  | 12 | 14 | 8  |
| 2010–11    | San Jose Sharks         | NHL        | 76   | 9   | 41  | 50  | 67  | 18  | 4  | 12 | 16 | 8  |
| 2011–12    | San Jose Sharks         | NHL        | 81   | 9   | 39  | 48  | 57  | 5   | 0  | 2  | 2  | 4  |
| 2012–13    | San Jose Sharks         | NHL        | 46   | 7   | 13  | 20  | 27  | 11  | 3  | 5  | 8  | 2  |
| 2013–14    | San Jose Sharks         | NHL        | 75   | 12  | 24  | 36  | 32  | 7   | 0  | 4  | 4  | 8  |
| 2014–15    | New York Rangers        | NHL        | 65   | 9   | 11  | 20  | 20  |     |    |    |    |    |
| NHL totalt | NHL totalt              | NHL totalt | 1019 | 153 | 428 | 581 | 663 | 107 | 14 | 56 | 70 | 68 |

### Internationellt
| År     | Lag    | Turnering |    | Matcher | Mål | Assist | Poäng | Utv |
| ------ | ------ | --------- | -- | ------- | --- | ------ | ----- | --- |
| 2005   | Kanada | VM        | 9  | 0       | 3   | 3      | 6     |     |
| 2010   | Kanada | OS        | 7  | 1       | 5   | 6      | 2     |     |
| Totalt | Totalt | Totalt    | 16 | 1       | 8   | 9      | 8     |     |